# Nicola Boem
Nicola Boem (San Donà di Piave, província de Venècia, Vèneto, 27 de setembre de 1989) és un ciclista italià, professional des del 2013. Actualment corre a l'equip Bardiani CSF. En el seu palmarès destaca una victòria d'etapa al Giro d'Itàlia de 2015.

## Palmarès
- 2010
  - Vencedor d'una etapa al Giro de la Vall d'Aosta
- 2011
  - 1r al Giro del Belvedere
  - 1r al Giro delle Valli Aretine
  - 1r al Gran Premi Ciutat de Felino
  - 1r a la Coppa Ciuffenna
- 2012
  - 1r al Trofeu Matteotti sub-23
- 2014
  - Vencedor d'una etapa a la Volta a Dinamarca
- 2015
  - Vencedor d'una etapa al Giro d'Itàlia

### Resultats al Giro d'Itàlia
- 2013. 137è de la classificació general
- 2014. 128è de la classificació general
- 2015. 159è de la classificació general. Vencedor d'una etapa
- 2016. 137è de la classificació general
- 2017. 152è de la classificació general